# Ujitawara
Ujitawara (宇治田原町, Ujitawara-chō) est un bourg du district de Tsuzuki, dans la préfecture de Kyoto, au Japon.

## Géographie

### Démographie
Au 1er décembre 2014, la population d'Ujitawara s'élevait à 9 741 habitants répartis sur une superficie de 58,26 km2.

## Histoire
Le bourg d'Ujitawara a été fondé en octobre 1956 en regroupant les deux villages de Tahara et Ujitawara.